# Saint-Julien (Rhône)
Saint-Julien település Franciaországban, Rhône megyében. Lakosainak száma 936 fő (2022. január 1.). Saint-Julien Blacé, Arnas, Denicé, Montmelas-Saint-Sorlin és Saint-Georges-de-Reneins községekkel határos.

## Népesség
A település népessége az elmúlt években az alábbi módon változott:
| Lakosok száma | 823  | 829  | 860  | 854  | 867  | 879  | 897  | 902  | 936  |
|               | 2013 | 2015 | 2016 | 2017 | 2018 | 2019 | 2020 | 2021 | 2022 |